# Sopa al cuarto de hora
La sopa al cuarto de hora es una sopa elaborada con pescados (generalmente merluza) y mariscos (generalmente almejas y mejillones). Fue muy famosa en los cafés de época de Madrid y finales del siglo XIX, comienzos del XX. Algunos autores la atribuyen a la cocina andaluza. Fue una sopa muy popular en los menús de restaurantes y cafés españoles a principios del siglo XX. A pesar de su nombre, la elaboración lleva más tiempo debido, en parte, a la preparación previa.

## Historia
Existen denominaciones acerca de esta sopa ya en el año 1880 en las crónicas de la ciudad de Cádiz, Con el advenimiento del siglo XX, la sopa se hizo muy popular en los cafés madrileños. Su popularidad creció hasta mediados de siglo, siendo una receta popular en los restaurantes de clase alta. La receta ha ido disminuyendo en popularidad

## Características
Se trata de una sopa con diversos contenidos que van desde mariscos diversos, generalmente bivalvos (almejas y mejillones) a los que tras quitarles las conchas mediante vapor se separan, arroz en pequeña cantidad para que proporcione espesor al caldo, jamón finamente picado y sofrito en aceite de oliva, ajos, azafrán, pimienta y sal. El caldo resultante sirve para cocer una merluza (en algunas recetas se emplea rape) cortada en tiras que se emplea en la cocción del arroz. Al servir, se suele picar huevo duro como decoración. A veces se añaden langostinos mondados. Se sirve recién hecha, es decir, caliente, y con algunas gotas de jerez. Algunos recetarios internacionales mencionan la sopa como elaborada con restos.